# Bireophax
Bireophax es un género de foraminífero bentónico de la subfamilia Cuneatinae, de la familia Hormosinidae, de la superfamilia Hormosinoidea, del suborden Hormosinina y del orden Lituolida. Su especie tipo es Bireophax guaricoensis. Su rango cronoestratigráfico abarca desde el Albiense (Cretácico inferior) hasta el Senoniense (Cretácico superior).

## Discusión
Clasificaciones previas incluían Bireophax en la subfamilia Cuneatinae y en el Suborden suborden Textulariina del orden Textulariida o en el orden Lituolida sin diferenciar el suborden Hormosinina.

## Clasificación
Bireophax incluye a las siguientes especies:
- Bireophax guaricoensis